# Trzęsienie ziemi w Peru (2007)
Trzęsienie ziemi w Peru (2007) – trzęsienie ziemi, jakie 15 sierpnia 2007 roku o godzinie 18:40 czasu lokalnego dotknęło wybrzeża centralnego Peru. Trzęsienie trwało około dwóch minut i posiadało siłę określoną na 8,0 magnitudy.

## Zdarzenie i sejsmika regionu
Epicentrum wstrząsu znajdowało się w odległości 150 kilometrów na południowy wschód od stolicy kraju – Limy, zaś hipocentrum – na głębokości 39 km.
Trzęsienia ziemi w Peru, to skutek nieprzerwanego procesu nasuwania się na siebie płyt tektonicznych – Nazca oraz południowoamerykańskiej. Proces ten, przebiegający tu w tempie 77 milimetrów rocznie, charakteryzuje się występowaniem uskoków nasunięciowych i to właśnie na jednym z nich skumulowana energia spowodowała wstrząs z 15 sierpnia.

## Konsekwencje
Najdotkliwiej ucierpiały miasta: Pisco, Ica (110 km na południowy wschód od epicentrum) i Chincha Alta (50 km na wschód od epicentrum) w regionie Ica oraz San Vicente de Cañete w regionie Limy, ale wstrząsy dotarły też do innych miast kraju.
Zabudowa Pisco została zniszczona w 80%. Zawaliła się tam m.in. Katedra pw. św. Klemensa stojąca przed placem miejskim, Plaza de Armas. W momencie wstrząsu wewnątrz odbywała się msza – zginęło około stu osób. Pod gruzami innego miejskiego kościoła – także zapełnionego w chwili trzęsienia – odnaleziono z kolei około 150 ciał.
Docieranie pomocy medycznej do poszczególnych miejscowości znacznie utrudniał fakt zniszczenia lub zatarasowania przez osuwiska sieci dróg i autostrad (m.in. Autostrady Panamerykańskiej).
W wyniku katastrofy życie straciło 595 osób, a 2291 odniosło obrażenia. Zniszczeniu uległo 35,5 tysiąca budynków, a kolejne 4,2 tysiąca zostało poważnie uszkodzonych.